# El Periódico Mediterráneo
El Periódico Mediterráneo —fundado originalmente como el Mediterráneo— es un periódico español, con periodicidad diaria, editado en Castellón de la Plana. Su ámbito de distribución es la provincia de Castellón. Fundado en 1938, durante la Dictadura franquista formó parte de la llamada cadena de prensa del «Movimiento»; desde 2019 forma parte del Prensa Ibérica.

## Historia
El diario Mediterráneo nació en 1938 con la dirección de Ramón Villota, al adquirir FET y de las JONS —el partido único de la Dictadura franquista— las instalaciones del Diario de Castellón. El primer número de Mediterráneo salió a la calle el 14 de junio de 1938, bajo el subtítulo de Diario de Castellón. Durante el franquismo el periódico perteneció a la cadena de Prensa del Movimiento. A pesar de sus orígenes ideológicos, con el paso del tiempo el diario evolucionó hacia una línea editorial cada vez menos ideológica y más «castellonense». En la década de 1960 el Mediterráneo era uno de los pocos periódicos rentables de la «Prensa del Movimiento».  Por la dirección del diario pasaron sucesivamente Carlos Briones González, Jaime Nos Ruiz —director entre 1943 y 1974—, José María Marcelo, Luis Herrero Tejedor y José Luís Torró Micó.
Tras la muerte de Franco, en 1977 el diario se integró en el organismo estatal Medios de Comunicación Social del Estado (MCSE). En 1984 el Mediterráneo fue puesto en subasta y la sociedad PECSA (Promociones y Ediciones Culturales) lo adquirió. En 1992 el diario entró en la órbita del Grupo Zeta, nombrando director a Jesús Montesinos Cervera y produciéndose la transición del diario hacia su integración en el holding multimedia. 
Con posterioridad adoptaría el nombre de El Periódico Mediterráneo —en clara referencia al diario matriz del grupo Zeta, El Periódico de Cataluña—, aunque en muchos casos sigue siendo conocido simplemente como el Mediterráneo. En 2005 Jesús Montesinos Cervera es sustituido en el cargo por el periodista navarro José Luis Valencia Larrañeta que tiene como objetivo principal consolidar la posición dominante de Mediterráneo en el mercado editorial y de prensa en Castellón y de ampliar la oferta editorial de PECSA.
En 2019, Prensa Ibérica compra el Grupo Zeta y pasa a editar la histórica cabecera, produciéndose además el cierre de otra conocida cabecera de la ciudad Levante de Castelló, que era propiedad del mismo dueño. En julio de 2019 el Partido Popular y Ciudadanos preguntaron en las Cortes Valencianas por la condonación de deuda del Instituto Valenciano de Finanzas (IVF) al Grupo Zeta, antiguo accionista mayoritario de El Periódico Mediterráneo. Desde la Generalitat se respondió que dicha condonación no guardaba relación con las acciones de PECSA, con una participación minoritaria en el capital del diario.